# Тарасов Віталій Георгійович
Віта́лій Гео́ргійович Тара́сов (рос. Виталий Георгиевич Тарасов, 20 січня 1925, Омськ — 5 липня 1977, там само) — радянський шахіст, майстер спорту СРСР (1949). 6-разовий чемпіон Молдови, учасник трьох чемпіонатів СРСР (1957, 1961 і 1967; найвище місце посів у першості 1961 року — 17-те).

## Кар'єра
Від 1946 до 1955 року жив у Молдові, шестиразовий чемпіон республіки (1947, 1948, 1949, 1950, 1951 і 1955 рр.).
У чемпіонатах ДСТ «Спартак» двічі (1949 і 1950 рр.) ділив 1-2-е місця.
Навесні 1951 року В. Тарасов, Р. Нежметдінов і Р. Холмов під час півфіналу чемпіонату СРСР в Баку влаштували п'яний гармидер у готелі. 2-річна дискваліфікація, яку Тарасов отримав за хуліганство (офіційно «за побутовий розклад») завдала значної шкоди кар'єрі шахіста. 
Бронзовий призер командних чемпіонатів СРСР 1954, 1958 і 1960 років.
З 1956 року повернувся до Омська, наступні роки виступав у чемпіонатах РРФСР. Чемпіон РРФСР 1960 (поділив 1-2 місця з М. Таймановим, що грав поза конкурсом).
У міжнародному турнірі пам'яті І. Чигоріна (Ростов-на-Дону, 1961) поділив 2-3-тє місця з Рашидом Нежметдіновим (попереду Полугаєвського, Уйтелкі та інших). Це був останній великий успіх Віталія Тарасова.
Як згадують його близькі, гравець не зумів позбутися алкогольної залежності, почалися проблеми з печінкою. 1977 року навіть працював у Монголії, звідки переганяв коней до Радянського Союзу. Помер на 53-му році життя.